# Мозаїчне желе
Мозаїчне желе (желейний десерт «Мозаїка») — тип десертного желе, в якому фрагменти желе контрастного кольору додані до маси основного кольору для досягнення декоративного ефекту. Також десерт відомий під назвою торт-желе «Бите скло».
Для отримання мозаїчного желе спершу готують кілька видів желе різних кольорів, потім остуджують, нарізують кубиками і додають рідку заготовку желе основного кольору. Цей десерт особливо популярний у Латинській Америці, зокрема, у Бразилії та Мексиці, а також у Японії. У СРСР відоме з кінця 1950-х років.
Варіантом мозаїчного желе є багатошарове желе, для приготування якого використовуються шари контрастного кольору. В обох варіантах (багатошаровому та мозаїчному) часто використовується контраст молочного та шоколадного або молочного та різнокольорового фруктового желе.
Існують набагато складніші варіанти того ж десерту, в яких усередині прозорого желе основного кольору розміщуються контрастні кольори кульки, візерунки або квіти, в деяких випадках виконані вручну. Деякі японські кондитерські майстерні спеціалізуються на різних вишуканих варіантах десерту.
Десерт з'являється у повнометражних роботах Хаяо Міядзакі, як одна із страв, яку їдять його герої.